# Edebäck
Edebäck är en tidigare tätort i Hagfors kommun som omfattar bebyggelse på båda sidor om Klarälven i Ekshärads socken samt Norra Råda socken, nordväst om Hagfors. Orten förlorade 2010 sin status som tätort.
Edebäcks hamn var tidigare en viktig omlastningsplats för gods mellan båttransporter på Klarälven och smalspårsbanan Nordmark–Klarälvens Järnvägar. Från Edebäck utgick också passagerartrafik på bland andra S/S Wingäng till Vingängsjön strax söder om Sysslebäck i Torsby kommun. S/S Wingäng togs i bruk 1900 och gick sträckan två gånger i veckan. Hon kompletterades senare med S/S Klaran. Ångbåtstrafiken lades ned 1925.
Edebäcks station var ändstationen för en fem kilometer lång sidobana från Sjögränds station vid Rådasjöns norra ända. 
|  |

## Befolkningsutveckling
| Befolkningsutvecklingen i Edebäck 1960–2005                                  | Befolkningsutvecklingen i Edebäck 1960–2005 | Befolkningsutvecklingen i Edebäck 1960–2005 | Befolkningsutvecklingen i Edebäck 1960–2005 | Befolkningsutvecklingen i Edebäck 1960–2005 |
| ---------------------------------------------------------------------------- | ------------------------------------------- | ------------------------------------------- | ------------------------------------------- | ------------------------------------------- |
|                                                                              |                                             |                                             |                                             |                                             |
| År                                                                           |                                             |                                             | Folkmängd                                   | Areal (ha)                                  |
| 1960                                                                         | 1960                                        |                                             | 286                                         |                                             |
| 1965                                                                         | 1965                                        |                                             | 235                                         |                                             |
| 1970                                                                         | 1970                                        |                                             | 306                                         |                                             |
| 1975                                                                         | 1975                                        |                                             | 251                                         |                                             |
| 1980                                                                         | 1980                                        |                                             | 231                                         |                                             |
| 1990                                                                         | 1990                                        |                                             | 230                                         | 128                                         |
| 1995                                                                         | 1995                                        |                                             | 224                                         | 128                                         |
| 2000                                                                         | 2000                                        |                                             | 224                                         | 128                                         |
| 2005                                                                         | 2005                                        |                                             | 214                                         | 128                                         |
| 2010                                                                         | 2010                                        |                                             | 191                                         | 128**                                       |
| Anm.: Upphör som tätort 2010. ** Som upphörd tätort (mindre än 200 invånare) |                                             |                                             |                                             |                                             |